# Messouda Mint Baham
Messouda Mint Baham (en arabe : مسعودة منت بحام), née en 1964 à Mederdra, est une femme politique mauritanienne. Elle est ministre du Développement rural de 2008 à 2009, et est élue à l'Assemblée nationale lors des élections de septembre 2018, pour le parti El Islah. 
En octobre 2019, elle est élue premier secrétaire de l'Assemblée nationale.  